# Ivan Bisson
Ivan Bisson (nacido el 21 de abril de 1946 (78 años) en Macerata, Italia)  es un exjugador italiano de baloncesto. 

## Equipos
- 1970-1978 Pallacanestro Varese

## Palmarés

### Competiciones nacionales
- LEGA: 5

Pallacanestro Varese: 1971, 1973, 1974, 1977, 1978
- Copa de Italia: 2

Pallacanestro Varese: 1971, 1973

### Competiciones internacionales
- Copa de Europa: 4

Pallacanestro Varese: 1972, 1973, 1975, 1976.
- Copa Intercontinental: 1

Pallacanestro Varese: 1973